# Cachoeira de Goiás
Cachoeira de Goiás là một đô thị thuộc bang Goiás, Brasil. Đô thị này có diện tích 417,73 km², dân số năm 2007 là 1545 người, mật độ 3,7 người/km².